# Doudlevecká (Plzeň)
Doudlevecká je ulice v části Plzně Jižní Předměstí v městském obvodě Plzeň 3. Spojuje ulici U Trati se Zborovskou ulicí. Pojmenována je podle městské části ke které směřuje. Ze západu přiléhá k Štefánikovu náměstí a ústí do ní ulice Čelakovského, Antonína Uxy a Harantova, z východu: U Radbuzy, Presslova, Heldova, Cukrovarská, Hankova a Plynární. Trolejbusová doprava obsluhuje ulici v celé její délce, a to zastávkami: U Radbuzy, Zimní stadion a U Plynárny. Od Štefánikova náměstí směrem ke Zborovské ulici vede cyklostezka. Na úrovni městské plovárny se nachází odbočka ke garážím a přejezdu trati č. 183 (Plzeň - Klatovy - Železná Ruda). Za přejezdem je zadní vchod do Fakultní nemocnice Bory.

## Budovy, firmy a instituce
- Home Monitoring Aréna (katastrálně na Štefánikově náměstí)[3]
- Sborový dům Církve Bratrské
- pošta
- potraviny
- restaurace
- pension
- jídelna
- supermarket[4]
- městská plovárna[5]
- Plovárenský park
- Benešova základní škola[6]
- Benešova mateřská škola[7]

## Galerie

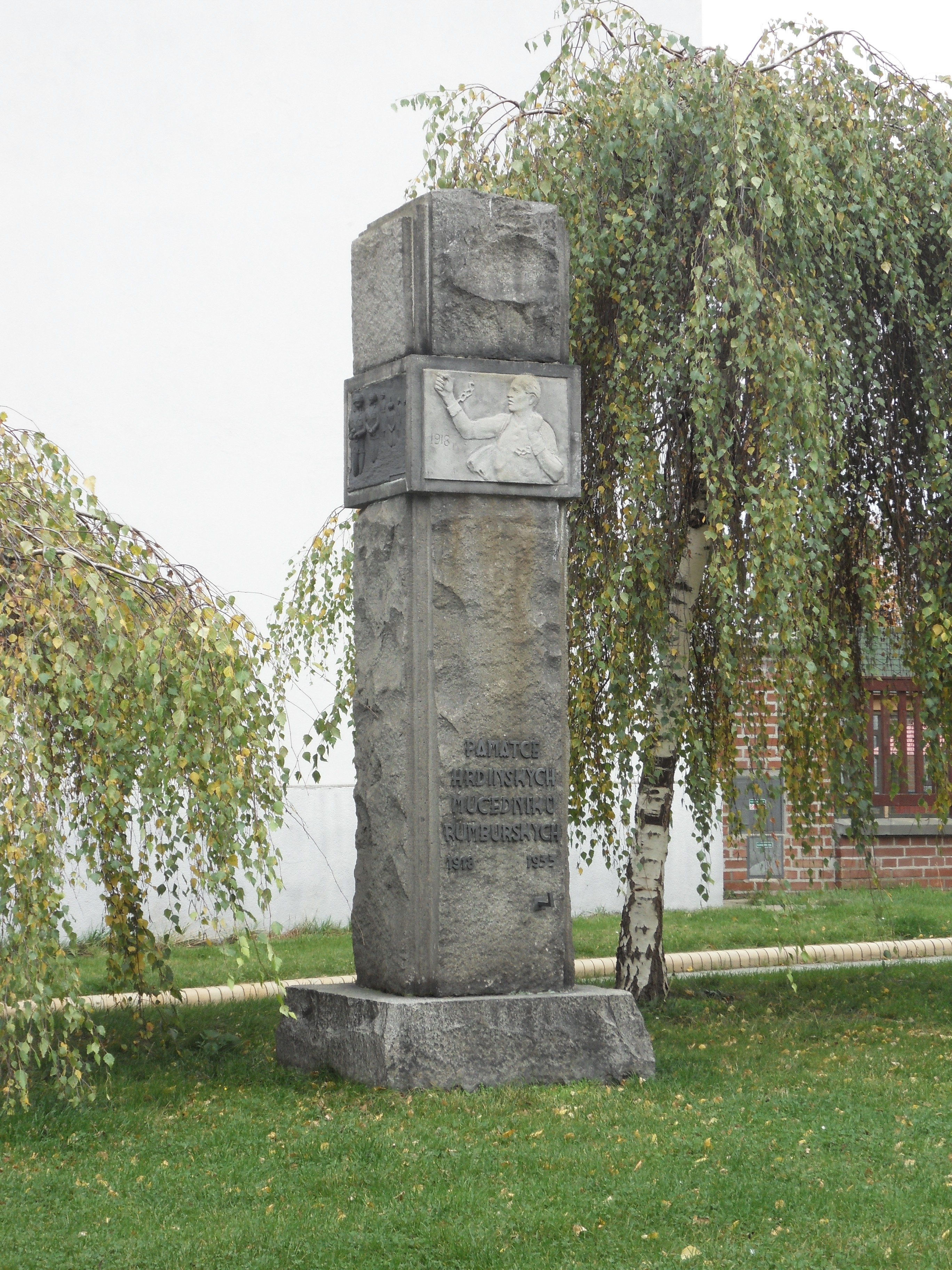
Pomník Rumburských hrdinů před Benešovou základní školou
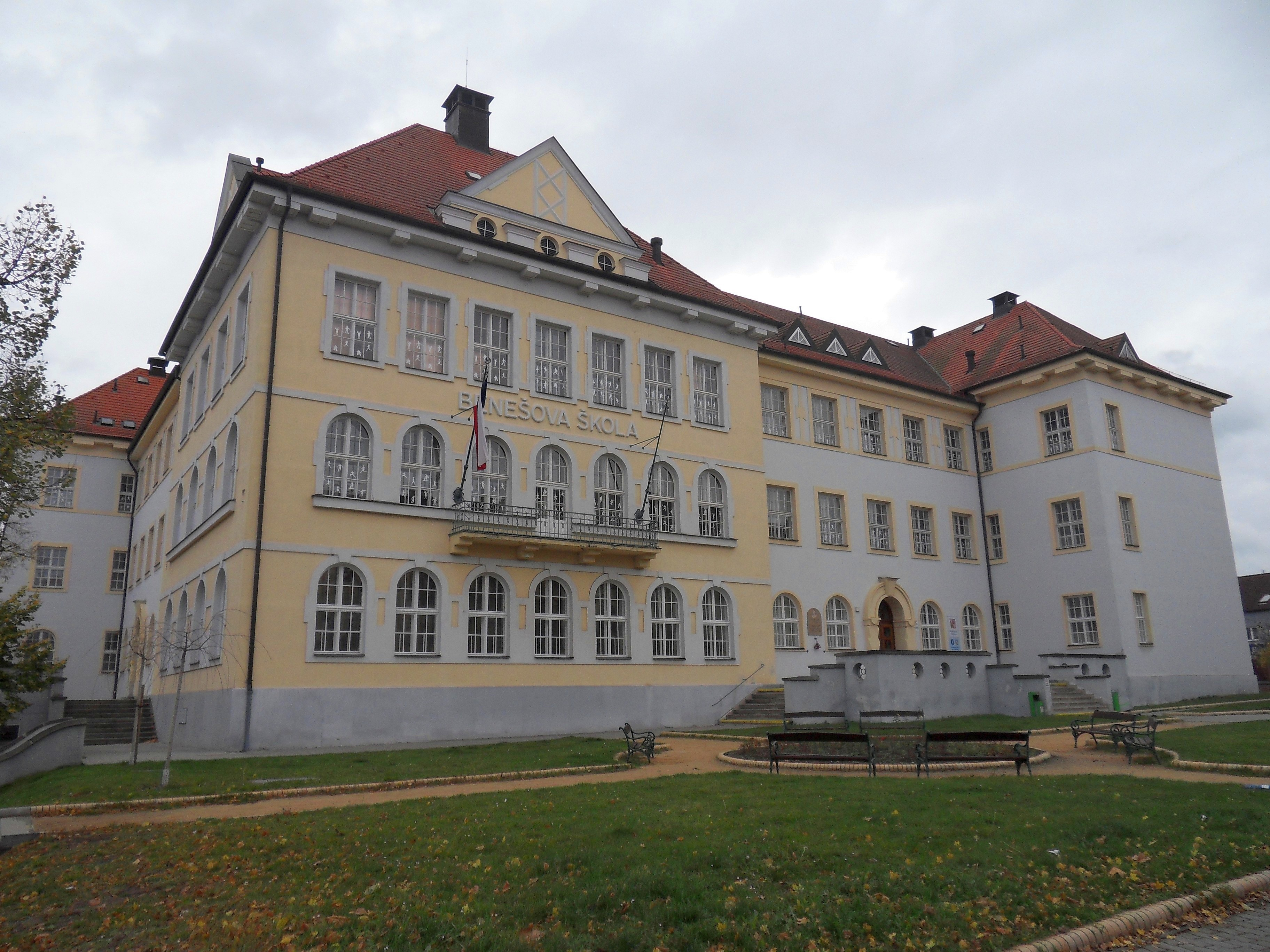
Benešova základní škola